# MUSCLE
MUltiple Sequence Comparison by Log-Expectation (MUSCLE) è un software per computer per l'allineamento di sequenze multiple di proteine e nucleotidi ed è di dominio pubblico. Il metodo è stato pubblicato da Robert C. Edgar in due articoli nel 2004. Nel primo articolo, pubblicato su Nucleic Acids Research, l'autore introduce l'algoritmo di allineamento di sequenze mentre il secondo, pubblicato su BMC Bioinformatics, presenta maggiori dettagli tecnici.

## Algoritmo
L'algoritmo MUSCLE consta di tre fasi: draft progressive (progressivo abbozzato), improved progressive (progressivo migliorato) e refinement (perfezionamento). Nella prima fase, l'algoritmo produce una bozza di allineamento multiplo, prediligendo la velocità rispetto alla precisione. Nella fase successiva, la distanza Kimura viene utilizzata per ottenere un allineamento più accurato, perfezionato poi ulteriormente durante l'ultima fase. Gli allineamenti multipli sono disponibili alla fine di ogni fase. Nelle prime due fasi dell'algoritmo, la complessità temporale è O(N²L + NL²), la complessità spaziale è O(N² + NL + L²). La fase di refinement aggiunge alla complessità temporale un altro termine, O(N³L). MUSCLE è spesso usato come sostituto di Clustal, poiché di solito (ma non sempre) fornisce allineamenti di sequenze migliori, a seconda delle opzioni scelte. Inoltre, MUSCLE è significativamente più veloce di Clustal, soprattutto per allineamenti più ampi.

## Integrazione
MUSCLE è incluso nei software DNASTAR's Lasergene, Geneious e MacVector ed è disponibile su Sequencher, MEGA, e UGENE come un plug-in. MUSCLE è anche disponibile come servizio web tramite l'European Molecular Biology Laboratory (EMBL) - European Bioinformatics Institute (EBI). A settembre 2016, i due articoli che descrivono MUSCLE sono stati citati in totale più di 19.000 volte.